# Final Expansion

Final Expansion

Die VC-20 Final Expansion ist eine universelle Speichererweiterung für den VC-20. Die FE wird an den Erweiterungsslot des VC-20 gesteckt. Die aktuelle Version v3.2 bietet folgende Möglichkeiten:
- Erweiterung des Arbeitsspeicher (SRAM) um 512 KB
- Ein 512 KB großer Flashspeicher (EEPROM) für die Firmware und oft benutzte Programme
- Ein Massenspeicher als Diskettenersatz auf Basis einer SD-Karte (SD2IEC) für bis zu 2 GB
- Eine Echtzeituhr und ein Anschluss für die LC-Display-Erweiterung des SD2IEC

Die Final Expansion kann jede bekannte VC-20 Software starten. Das Starten der Spiele und Programme erfolgt bequem mittels Menü. Die FE bietet der Software die geforderte Umgebung und stellt diese automatisch ein (Speicherkonfiguration).

## Hardware
Neben den beiden Speicherbausteinen (SRAM und EEPROM) befindet sich auf der Platine noch ein Atmel Controller ATmega644 und ein Atmel CPLD ATF1504, der die Hardwarelogik der FE in nur einem Baustein abbildet.

## Software
Die Firmware der FE3 ist im Flash gespeichert und steht sofort nach dem Einschalten bzw. nach einem Reset des VC-20 zur Verfügung. 
RAM Konfiguration: Dieser Menüpunkt lässt alle bekannten Speicherkonfigurationen des VC-20 einstellen. 
Diskloader: Dieser Menüpunkt unterstützt das komfortable Laden und Ausführen von Programmen. Der Diskloader ist frei vom Benutzer konfigurierbar und unterstützt alle Arten von Floppydisklaufwerke und natürlich das integrierte SD2IEC.
Cartloader: Damit kann man komfortabel die Programme starten, die im Flash-Speicher gespeichert sind. Im Flash stehen 480 KB (von 512 KB) zur freien Verfügung. Jeder kann seine Lieblingsprogramme selbst in den Flashspeicher übertragen. Es können beliebige Programme (BASIC, Programme, Cartridges) in den Flashspeicher programmiert werden.
FE3 Wedge: Dieses kleine Hilfsprogramm erweitert den Befehlssatz des VC-20 und implementiert SJLOAD/SJSAVE (Jiffy-kompatibles Laden und Speichern). Da das integrierte SD2IEC ebenfalls Jiffy-kompatibel ist, profitiert man unmittelbar (auch im DiskLoader) von dem Geschwindigkeitsvorteil den SJLOAD bietet.

## Nachbau
Die Pläne für die FE sind frei erhältlich und die Software Open Source. Für geübte Bastler bzw. Elektroniker ist das Interface einfach nachbaubar. Wenn man keine Platine erstellen will, kann man die FE auch auf einem 8 Bit Baby aufbauen.